# Wahlkreis Eilenburg
Der Wahlkreis Eilenburg war ein Landtagswahlkreis zur Landtagswahl in Sachsen 1990, der ersten Landtagswahl nach der Wiedergründung des Landes Sachsen. Er hatte die Wahlkreisnummer 2. Für die Landtagswahlen 1994 wurde auch infolge der Kreisreform die Wahlkreisstruktur verändert, zudem wurde die Zahl der Wahlkreise von 80 auf 60 verringert. Das Gebiet des Wahlkreises Eilenburg wurde bis auf fünf  1990 noch eigenständige Gemeinden Teil des Wahlkreises Delitzsch. Obwohl die Gemeinden Audenhain, Mockrehna, Schöna, Strelln, Wildenhain und Wildschütz nach der sächsischen Kreisreform 1994 in den Landkreis Torgau-Oschatz wechselten, gehörten sie zunächst zum Wahlkreis Muldental 1.
Der Wahlkreis umfasste folgende Gemeinden und Städte des Landkreises Eilenburg: Audenhain, Authausen, Bad Düben, Battaune, Doberschütz, Eilenburg, Glaucha, Gotha, Hohenprießnitz, Jesewitz, Kospa-Pressen, Kossa, Laußig, Liemehna, Mockrehna, Mörtitz,
Naundorf, Krippehna, Paschwitz, Pehritzsch, Pressel, 	
Schnaditz, Schöna, Sprotta, Strelln, Tiefensee, Wellaune,
Wildenhain, Wildschütz, Wöllnau und Zschepplin.

## Ergebnisse
Die Landtagswahl 1990 fand am 14. Oktober 1990 statt und hatte folgendes Ergebnis für den Wahlkreis Eilenburg:
| Direktkandidat | Partei (Kürzel) | Erststimmen (%) | Zweitstimmen (%) |
| -------------- | --------------- | --------------- | ---------------- |
|                | DA              | -               | 00,4             |
| Rita Henke     | CDU             | 45,0            | 51,7             |
|                | Chr. L          | -               | 00,2             |
|                | DBU             | -               | 00,5             |
|                | DSU             | 06,7            | 03,7             |
|                | F.D.P.          | 07,6            | 06,3             |
|                | LL-PDS          | 12,5            | 10,8             |
|                | NPD             | -               | 00,5             |
|                | FORUM           | 10,3            | 05,1             |
|                | RAP             | -               | 00,1             |
|                | SHB             | -               | 00,1             |
|                | SPD             | 17,8            | 20,6             |

Es waren 37.859 Personen wahlberechtigt. Die Wahlbeteiligung lag bei 70,7 %. Von den abgegebenen Stimmen waren 2,8 % ungültig. Als Direktkandidat gewählt wurde Rita Henke (CDU). Er erreichte 45,0 % aller gültigen Stimmen.